# 2013-as öttusa-világbajnokság
A 2013-as öttusa-világbajnokságot, mely sorrendben az 53. volt, a tajvani Kaohsziungban rendezték 2013. augusztus 19. és 28. között.

## Eseménynaptár
A verseny menetrendjét módosította az időjárás. A szerdára és csütörtökre jósolt tájfun miatt a szervezők kedden az első selejtezős napon lebonyolították a női mezőny selejtezős vívását és úszását, illetve a férfiak vívását, majd csütörtökön a férfiak úszására, továbbá a két női és a három férfi csoport kombinált számára került sor, mégpedig úgy, hogy a lőteret bevitték a vívócsarnokba. Ez a módosítás azt eredményezte, hogy csütörtökön dőlt el mindkét nemben, hogy melyik 36 versenyző folytathatta a versenyzést.
| ● | Selejtezők | ● | Döntők |

| szeptember   | 21 | 22 | 23 | 24 | 25 | 26 | 27 |
| ------------ | -- | -- | -- | -- | -- | -- | -- |
| Férfi egyéni | ●  | ●  |    | 1  |    |    |    |
| Női egyéni   | ●  | ●  | 1  |    |    |    |    |
| Férfi csapat |    |    |    | 1  |    |    |    |
| Női csapat   |    |    | 1  |    |    |    |    |
| Vegyes váltó |    |    |    |    | 1  |    |    |
| Férfi váltó  |    |    |    |    |    |    | 1  |
| Női váltó    |    |    |    |    |    | 1  |    |

## A magyar versenyzők eredményei
| Versenyző       | selejtező | Egyéni | Csapat | Vegyes váltó | Váltó |
| --------------- | --------- | ------ | ------ | ------------ | ----- |
| Demeter Bence   | B7.       | 14.    | 7.     |              | Arany |
| Kasza Róbert    | C4.       | 12.    | 7.     |              | Arany |
| Marosi Ádám     | A2.       | 24.    | 7.     |              | Arany |
| Tibolya Péter   | B16.      |        |        |              |       |
| Földházi Zsófia | A12.      | 24.    | 7.     |              | Ezüst |
| Kovács Sarolta  | B7.       | 32.    | 7.     |              | Ezüst |
| Gyenesei Leila  | B26.      |        | 7.     |              | Ezüst |
| Cseh Krisztina  | A26.      |        |        |              |       |

## Eredmények

### Férfiak
| Versenyszám | Arany                                                                     | Arany  | Ezüst                                                          | Ezüst  | Bronz                                                          | Bronz  |
| ----------- | ------------------------------------------------------------------------- | ------ | -------------------------------------------------------------- | ------ | -------------------------------------------------------------- | ------ |
| Egyéni      | Justinas Kinderis · Litvánia                                              | 5824   | Nick Woodbridge · Egyesült Királyság                           | 5804   | Alekszandr Leszun · Oroszország                                | 5788   |
| Csapat      | Franciaország · Jean Maxence Berrou · Christopher Patte · Valentin Prades | 17 256 | Oroszország · Ilja Frolov · Alekszandr Leszun · Dmitrij Lukacs | 17 088 | Dél-Korea · Li Vo Jin · Jung Hvonho · Jung Jinhva              | 16 620 |
| Váltó       | Magyarország · Marosi Ádám · Demeter Bence · Kasza Róbert                 | 6148   | Kína · Kuo Csien-li · Csen Fu-lao · Caj Csao-hong              | 6118   | Oroszország · Alekszandr Leszun · Dmitrij Lukacs · Ilja Frolov | 6094   |

### Nők
| Versenyszám | Arany                                                                   | Arany  | Ezüst                                                            | Ezüst  | Bronz                                                                         | Bronz  |
| ----------- | ----------------------------------------------------------------------- | ------ | ---------------------------------------------------------------- | ------ | ----------------------------------------------------------------------------- | ------ |
| Egyéni      | Laura Asadauskaitė · Litvánia                                           | 5312   | Yane Marques · Brazília                                          | 5292   | Donata Rimšaitė · Oroszország                                                 | 5284   |
| Csapat      | Egyesült Királyság · Kate French · Samantha Murray · Mhairi Spence      | 15 368 | Kína · Csen Csien · Liang Wanxia · Zhang Xiaonan                 | 15 236 | Ukrajna · Jevdokija Grecsisnyikova · Julija Kolegova · Jekatyerina Huraszkina | 15 020 |
| Váltó       | Ukrajna · Donata Rimszajtye · Ljudmila Kukuskina · Alisze Fahrutgyinova | 5532   | Magyarország · Gyenesei Leila · Kovács Sarolta · Földházi Zsófia | 5384   | Oroszország · Viktorija Terescsuk · Hanna Burjak · Irina Hohlova              | 5368   |

### Vegyes
| Versenyszám | Arany                                            | Arany | Ezüst                                             | Ezüst | Bronz                                     | Bronz |
| ----------- | ------------------------------------------------ | ----- | ------------------------------------------------- | ----- | ----------------------------------------- | ----- |
| Váltó       | Franciaország · Élodie Clouvel · Valentin Belaud | 5852  | Lettország · Jeļena Rubļevska · Deniss Čerkovskis | 5824  | Ukrajna · Irina Hohlova · Pavlo Timosenko | 5816  |

## Éremtáblázat
Magyarország eltérő háttérszínnel kiemelve.
|          | Nemzet             | Arany | Ezüst | Bronz | Összesen |
| 1.       | Franciaország      | 2     | 0     | 0     | 2        |
| 1.       | Litvánia           | 2     | 0     | 0     | 2        |
| 3.       | Egyesült Királyság | 1     | 1     | 0     | 2        |
| 3.       | Magyarország       | 1     | 1     | 0     | 2        |
| 5.       | Ukrajna            | 1     | 0     | 2     | 3        |
| 6.       | Kína               | 0     | 2     | 0     | 2        |
| 7.       | Oroszország        | 0     | 1     | 4     | 5        |
| 8.       | Brazília           | 0     | 1     | 0     | 1        |
| 8.       | Lettország         | 0     | 1     | 0     | 1        |
| 10.      | Dél-Korea          | 0     | 0     | 1     | 1        |
| Összesen | Összesen           | 7     | 7     | 7     | 21       |